# Rivière Fildegrand
Rivière Fildegrand är ett vattendrag i Kanada.   Det ligger i provinsen Québec, i den sydöstra delen av landet, 190 km nordväst om huvudstaden Ottawa.
I omgivningarna runt Rivière Fildegrand växer i huvudsak blandskog. Trakten runt Rivière Fildegrand är nära nog obefolkad, med mindre än två invånare per kvadratkilometer.